# Igrzyska Panamerykańskie 2003
XIV Igrzyska Panamerykańskie odbyły się w Santo Domingo w Dominikanie w dniach 1–17 sierpnia 2003 r. W zawodach udział wzięło 5223 sportowców z 42 państw. Sportowcy rywalizowali w 338 konkurencjach w 35 sportach. Najwięcej medali zdobyli reprezentanci USA – 270.

## Państwa uczestniczące w igrzyskach
| - Argentyna - Antigua i Barbuda - Antyle Holenderskie - Aruba - Bahamy - Barbados - Belize - Bermudy - Boliwia - Brazylia - Brytyjskie Wyspy Dziewicze - Chile - Dominika - Dominikana | - Ekwador - Grenada - Gujana - Gwatemala - Haiti - Honduras - Jamajka - Kajmany - Kanada - Kolumbia - Kostaryka - Kuba - Meksyk - Nikaragua | - Panama - Paragwaj - Peru - Portoryko - Saint Kitts i Nevis - Saint Lucia - Saint Vincent i Grenadyny - Salwador - Stany Zjednoczone - Surinam - Trynidad i Tobago - Urugwaj - Wenezuela - Wyspy Dziewicze Stanów Zjednoczonych |

## Dyscypliny i rezultaty
| - Badminton (szczegóły) - Baseball (szczegóły) - Boks (szczegóły) - Gimnastyka artystyczna (szczegóły) - Gimnastyka sportowa (szczegóły) - Hokej na trawie (szczegóły) - Jeździectwo (szczegóły) - Judo (szczegóły) - Karate (szczegóły) - Kajakarstwo (szczegóły) - Kolarstwo (szczegóły) - Koszykówka (szczegóły) - Kręgle (szczegóły) - Lekkoatletyka (szczegóły) - Łucznictwo (szczegóły) - Narciarstwo wodne (szczegóły) - Pelota (szczegóły) - Pięciobój nowoczesny (szczegóły) - Piłka nożna (szczegóły) - Piłka ręczna (szczegóły) | - Piłka siatkowa (szczegóły) - Pływanie (szczegóły) - Pływanie synchroniczne (szczegóły) - Podnoszenie ciężarów (szczegóły) - Racquetball (szczegóły) - Siatkówka plażowa (szczegóły) - Skoki do wody (szczegóły) - Softball (szczegóły) - Squash (szczegóły) - Strzelectwo (szczegóły) - Szermierka (szczegóły) - Taekwondo (szczegóły) - Tenis ziemny (szczegóły) - Tenis stołowy (szczegóły) - Triathlon (szczegóły) - Wioślarstwo (szczegóły) - Wrotkarstwo (szczegóły) - Zapasy (szczegóły) - Żeglarstwo (szczegóły) |

## Tabela medalowa
| Miejsce | Kraj                | Złoto | Srebro | Brąz | Razem |
| 1       | Stany Zjednoczone   | 117   | 80     | 73   | 270   |
| 2       | Kuba                | 72    | 41     | 39   | 152   |
| 3       | Kanada              | 29    | 57     | 42   | 128   |
| 4       | Brazylia            | 29    | 40     | 54   | 123   |
| 5       | Meksyk              | 20    | 27     | 32   | 79    |
| 6       | Wenezuela           | 16    | 21     | 27   | 64    |
| 7       | Argentyna           | 16    | 20     | 27   | 63    |
| 8       | Kolumbia            | 11    | 8      | 24   | 43    |
| 9       | Dominikana          | 10    | 12     | 19   | 41    |
| 10      | Jamajka             | 5     | 2      | 6    | 13    |
| 11      | Portoryko           | 3     | 4      | 9    | 16    |
| 12      | Ekwador             | 3     | 1      | 5    | 9     |
| 13      | Chile               | 2     | 10     | 10   | 22    |
| 14      | Trynidad i Tobago   | 2     | 4      | 1    | 7     |
| 15      | Urugwaj             | 2     | 1      | 5    | 8     |
| 16      | Peru                | 1     | 1      | 8    | 10    |
| 17      | Gwatemala           | 0     | 3      | 9    | 12    |
| 18      | Salwador            | 0     | 2      | 2    | 4     |
| 19      | Bahamy              | 0     | 2      | 0    | 2     |
| 20      | Haiti               | 0     | 1      | 2    | 3     |
| 21      | Grenada             | 0     | 1      | 1    | 2     |
| 21      | Gujana              | 0     | 1      | 1    | 2     |
| 23      | Bermudy             | 0     | 1      | 0    | 1     |
| 23      | Kajmany             | 0     | 1      | 0    | 1     |
| 25      | Boliwia             | 0     | 0      | 2    | 2     |
| 25      | Panama              | 0     | 0      | 2    | 2     |
| 27      | Antyle Holenderskie | 0     | 0      | 1    | 1     |
| 27      | Barbados            | 0     | 0      | 1    | 1     |
| 27      | Kostaryka           | 0     | 0      | 1    | 1     |
| 27      | Honduras            | 0     | 0      | 1    | 1     |
| 27      | Saint Lucia         | 0     | 0      | 1    | 1     |